# Orator (Cicero)
Orator (Nederlands: De redenaar) of ook wel Orator ad M. Brutum is een werk van Marcus Tullius Cicero uit 46 v.Chr. Met De inventione en De oratore behoort het tot zijn belangrijkste geschriften over de redekunst. Cicero richt zich tot de latere Caesarmoordenaar Marcus Junius Brutus, over wie hij eerder dat jaar de tekst Brutus had geschreven en met wie hij een discussie voerde over retoriek.

## Nederlandse vertaling
- M. Tullius Cicero, Orator, ingeleid en vertaald door J.F. Aerts, [Heide-Kalmthout], 1976, XI+64 p. (verbeterde editie 1977)